# Los Masos
Los Masos (em catalão:  Els Masos) é uma comuna francesa na região administrativa da Occitânia, no departamento dos Pirenéus Orientais. Estende-se por uma área de 5.71 km², e possui 978 habitantes, segundo o censo de 2018, com uma densidade de 170 hab/km².